# Quả cánh

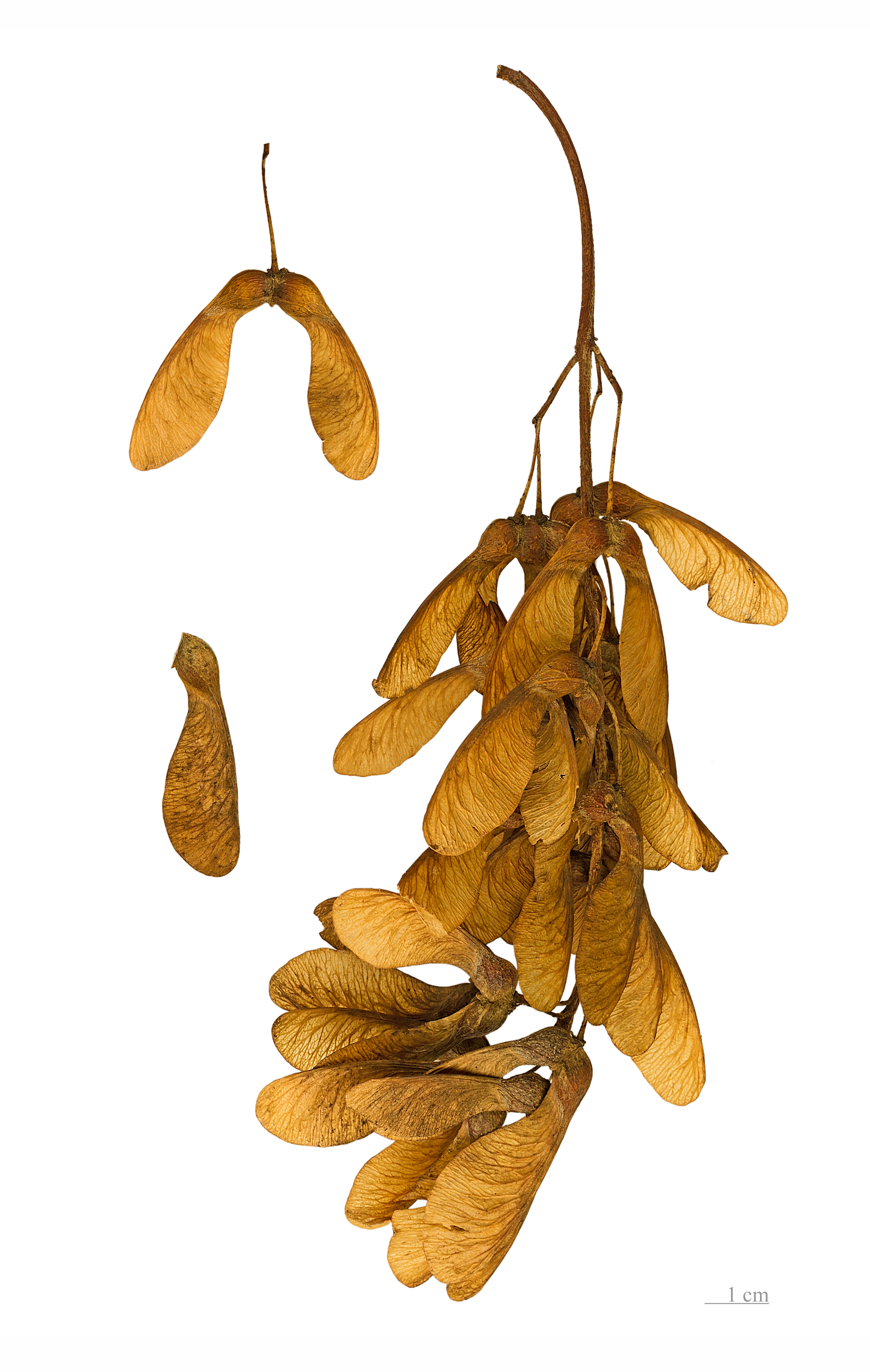
Quả phong, một loại quả cánh

Quả cánh hay quả đực là một loại quả trong đó cánh phẳng là các mô mỏng như giấy, dạng sợi phát triển lên từ thành bầu nhụy. Quả cánh là một loại quả đơn khô và không nứt (không mở ra dọc theo đường ráp nối). Hình dạng của quả cánh tạo thuận lợi cho gió đưa hạt đi xa từ vị trí của cây mẹ.
- Hạt có thể ở phần tâm của cánh, như ở các loài du (Ulmus spp.) hay Ptelea trifoliata.
- Hạt có thể ở một bên, với cánh mở rộng về phía bên kia, điều này làm cho nó bay theo đường xoắn ốc khi rơi, như ở các loài phong (Acer spp.) hay tần bì (Fraxinus spp.).